# Козимо Тура
Козимо Тура или Козмè Тура (на италиански: Cosimo Tura; Cosmè Tura * ок. 1430 във Ферара; † април 1495, пак там) е италиански художник през Ранния ренесанс от Ферарската школа.

## Биография
Той е дворцов художник на династията д’Есте във Ферара и основател и главен представител на Ферарската школа.
Тура учи за художник в Падуа при Франческо Скарцоне (1397 – 1468). От 1460 до 1495 г. работи като дворцов художник при херцозите Борсо д’Есте и Ерколе I д’Есте, където създава еклектичен стил с елементи от късната готика.
При него във Ферара учи художникът Лоренцо Коста.
Умира в нищета.

## Произведения
Съхранени са панели от органа на Катедрала във Ферара (1469) и Полиптих „Роверела“ (1470 – 1474), понастоящем разделен на части, съхранявани в различни музеи.
- „Св. Антоний Падуански“ (Sant'Antonio da Padova; Галерия „Д’Есте“, Модена)
- „Св. Себастиан“ (San Sebastiano; Берлинска картинна галерия)
- „Св. Христофор“ (San Cristoforo; Берлинска картинна галерия)
- „Благовещение“ (L'Annunciazione; Катедрала на Ферара)
- Св. Георги, убиващ змея (S. Giorgio che uccide il drago; Колекция „Виторио Чини“, Венеция)
- Св. Георги, убиващ змея (S. Giorgio che uccide il drago; панели на органа в Катедралата на  Ферара)
- „Мадона“ (Madonna; Колекция „Прата“, Ню Йорк)
- „Светци и дарител“ (Santi e donatore; Галерия „Колона“, Рим)
- „Пролет“ (Калиопа) (La primavera [Calliope]; Национална галерия, Лондон)
- „Фигура на светец“ (Figura di Santo; Колекция „Джонсън“, Филаделфия)
- „Св. Доминик“ (S. Domenico; Уфици, Флоренция)
- „Пиета“ (Pietà; Лувър, Париж)
- „Св. Антоний Падуански“ (S. Antonio; Лувър)
- „Благовещение“ (Annunciazione; Колекция „Кук“, Ричмонд)
- „Мъртвият Христос, поддържан от два ангела“ (Cristo morto sorretto da due angeli; Музей на история на изкуството, Виена)
- „Поклонение на влъхвите“ (L'Adorazione dei magi;  Музей „Фицулиямс“, Кеймбридж, САЩ)
- Тонди на Св. Маврелий“ (Tondi di S. Maurelio; Пинакотека на Ферара)
- „Свети епископ“ (Santo Vescovo; Музей „Полди Пецоли“, Милано)
- „Музикант“ (Musico; Художествена галерия, Дъблин)
- „Светец“ (Santo; Художествен музей, Кан, Франция)

- Разпнатият Христос, Пинакотека „Брера“, Милано
- Св. Христофор (1484), Берлинска картинна галерия
- Св. Себастиан (1484), Берлинска картинна галерия
- Пиета, Лувър, Париж
- Четящият Антоний Падуански (ок. 1475), Лувър, Париж
- Св. Луи Тулузки (1484?), Музей на изкуството „Метрополитън““, Ню Йорк
- Бягството в Египет, панел от полиптих „Роверела“ (ок. 1470 - 1480), Музей на изкуствата „Метрополитън“, Ню Йорк
- Мадоната на зодиака (1459 - 1463), Галерия на Академията, Венеция